# Patrick Arlettaz
Pas d'image ? Cliquez ici

a Compétitions nationales et continentales officielles uniquement.

b Matchs officiels uniquement.
Dernière mise à jour le 6 juin 2012.
Patrick Arlettaz, né le 4 avril 1972 à Perpignan (Pyrénées-Orientales), est un joueur et entraîneur français de rugby à XV qui évoluait au poste de centre (1,82 m pour 84 kg). Il fait partie des joueurs qui ont la particularité de compter plus d'essais que de sélections. Il a réussi un doublé pour sa seule apparition sous le maillot bleu contre la Roumanie en 1995.

## Carrière de joueur
Patrick Arlettaz commence sa carrière dans le club de sa ville natale, c'est-à-dire à l'USAP en 1992. Avec les sang et or il remportera en 1994 le Challenge Yves du Manoir.
Évoluant au poste de centre, il réalise de bonnes performances dans le club catalan et est ainsi recruté en 1996 par le club voisin du RC Narbonne. Dans l'Aude, Patrick Arlettaz va porter les couleurs orange et noir durant cinq saisons jusqu'en 2001.
C'est cette même année qu'il rejoint le club de Montpellier avec qui il remportera la Pro D2 en 2003. Il jouera avec le MHR jusqu'en 2006, date où il rejoindra le club de l'ES Catalane où il disputera une saison avant de raccrocher les crampons en 2007.

### Enéquipe de France
Patrick Arlettaz a connu une seule sélection le 17 octobre 1995 contre la Roumanie à l'occasion de la Coupe latine.
Il inscrit 2 essais.

### Avec les Barbarians
En juin 1999, il participe à la tournée des Barbarians français en Argentine. Il est remplaçant contre le Buenos Aires Rugby Club à San Isidro. Il remplace en cours de jeu Franck Comba. Les Baa-Baas s'imposent 52 à 17. Puis, il est titulaire contre les Barbarians Sud-Américains à La Plata. Les Baa-Baas français s'imposent 45 à 28.

## Carrière d'entraîneur
En 2005, il commence sa carrière d'entraîneur en s'occupant des lignes arrière de Montpellier RC. À partir septembre 2006, il est entraîneur-joueur à l'ES Catalane.
Il devient ensuite l'entraineur des arrières du Racing Club Narbonnais à partir de 2008, club dans lequel il fut déjà passé en tant que joueur mais démissionne en août 2011.
En 2012, il est sollicité par Marc Delpoux pour prendre en charge les lignes arrières de l'USA Perpignan. Il quitte son poste en 2014, comme l'ensemble du staff, à la suite de la relégation du club en Pro D2.
Le 28 septembre 2016, il est rappelé par l'USAP pour devenir entraîneur du club auprès du directeur sportif Christian Lanta, et avec Perry Freshwater, entraîneur des avants, à la suite du limogeage des entraîneurs François Gelez et Philippe Benetton.
En 2019 il est nommé entraîneur principal du club catalan où il officiera trois saisons avant son départ à l'issue de la saison 2022-2023 au cours de laquelle il aura assuré le maintien de son équipe en Top 14.
En juin 2023, quelques semaines après son départ de Perpignan, le XV de France annonce sa nomination en tant qu'entraîneur chargé de l'attaque à partir du 1er janvier 2024. Il remplace ainsi Laurent Labit auprès du sélectionneur Fabien Galthié.
| Saison      | Club           | Division | Poste                | Classement                            | Coupe d'Europe   | Challenge européen     |
| ----------- | -------------- | -------- | -------------------- | ------------------------------------- | ---------------- | ---------------------- |
| 2005 - 2006 | Montpellier RC | Top 14   | Arrières             | 11e                                   | -                | Éliminé en poule       |
| 2006 - 2007 | ES Catalane    |          |                      |                                       | -                | -                      |
| 2007 - 2008 | ES Catalane    |          |                      |                                       | -                | -                      |
| 2008 - 2009 | RC Narbonne    | Pro D2   | Arrières             | 13e                                   | -                | -                      |
| 2009 - 2010 | RC Narbonne    | Pro D2   | Arrières             | 8e                                    | -                | -                      |
| 2010 - 2011 | RC Narbonne    | Pro D2   | Arrières             | 13e                                   | -                | -                      |
| 2012 - 2013 | USA Perpignan  | Top 14   | Arrières             | 7e                                    | -                | Éliminé en demi-finale |
| 2013 - 2014 | USA Perpignan  | Top 14   | Arrières             | 13e                                   | Éliminé en poule | -                      |
| 2016 - 2017 | USA Perpignan  | Pro D2   | Arrières             | 6e                                    | -                | -                      |
| 2017 - 2018 | USA Perpignan  | Pro D2   | Arrières             | Champion de France PRO D2             | -                | -                      |
| 2018 - 2019 | USA Perpignan  | Top 14   | Arrières             | 14e                                   | -                | Éliminé en poule       |
| 2019 - 2020 | USA Perpignan  | Pro D2   | Arrières             | 2e (arrêt du championnat)             | -                | -                      |
| 2020 - 2021 | USA Perpignan  | Pro D2   | Entraîneur principal | Champion de France PRO D2             | -                | -                      |
| 2021 - 2022 | USA Perpignan  | Top 14   | Entraîneur principal | 13e, vainqueur en barrage d'accession | -                | Éliminé en poule       |
| 2022 - 2023 | USA Perpignan  | Top 14   | Manager              | 13e, vainqueur en barrage d'accession | -                | Éliminé en poule       |

## Palmarès

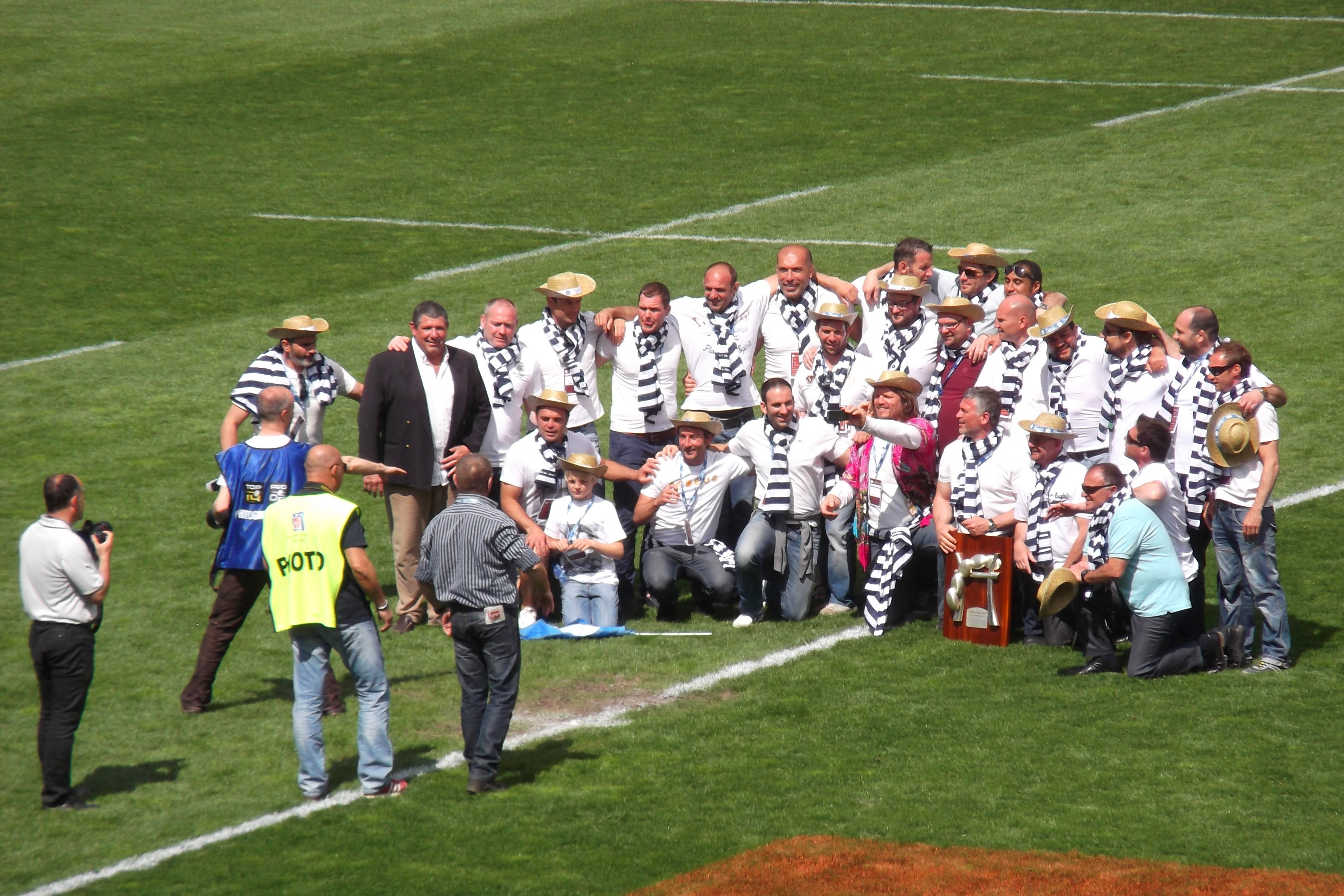
Les anciens de 2002-2003 du Montpellier Hérault rugby en mai 2013.

### En club
Avec l'USA Perpignan
- Coupe Frantz Reichel : 
  - co-champion (1) : 1992
- Challenge Yves du Manoir :
  - Vainqueur (1) : 1994

Avec Montpellier
- Championnat de France de Pro D2 :
  - Champion (1) : 2003

### Enéquipe de France
- 1 sélection (en 1995) contre la  Roumanie
- 2 essais, 10 points.
- Vainqueur de la Coupe latine en 1995.

### Entraîneur
- Champion de France de Pro D2 en 2018 et 2021 avec l'USA Perpignan

### Distinctions personnelles
- Nuit du rugby 2018 : Meilleur staff d'entraîneur de la Pro D2 (avec Christian Lanta et Perry Freshwater) pour la saison 2017-2018